# The Lathe of Heaven (film 2002)
The Lathe of Heaven è un film TV del 2002 diretto da Philip Haas, scritto da Alan Sharp e interpretato da James Caan, Lukas Haas, Lisa Bonet, David Strathairn e Cas Anvar. Dopo The Lathe of Heaven del 1980, questo è il secondo adattamento televisivo di La falce dei cieli (The Lathe of Heaven), romanzo di fantascienza del 1971 di Ursula K. Le Guin. Diversamente l'adattamento del 1980, il film scarta una parte significativa della trama, alcuni personaggi minori e gran parte dei fondamenti filosofici del libro.

## Produzione

### Riprese
Le riprese del film sono state effettuate in Canada, a Montréal.

## Distribuzione
- USA: 8 settembre 2002
- Ungheria: 5 marzo 2005
- Giappone: 2 febbraio 2007 (DVD première)

## Promozione
(tagline del film)